# 亞歷山大冰原島峰
66°30′S 110°39′E / 66.500°S 110.650°E
亞歷山大冰原島峰（英語：Alexander Nunataks）是南極洲的冰原島峰，位於威爾克斯地，處於布朗寧半島以東0.7公里的風車群島南端，現時由南極條約體系管理。